# Haplochromis cavifrons
Haplochromis cavifrons är en fiskart som först beskrevs av Hilgendorf, 1888.  Haplochromis cavifrons ingår i släktet Haplochromis och familjen Cichlidae. IUCN kategoriserar arten globalt som otillräckligt studerad. Inga underarter finns listade i Catalogue of Life.